# Борислав Стевановић (психолог)
Борислав Стевановић (Алексинац, 2. фебруар 1891 — Београд, 23. новембар 1971) био je психолог и педагог, доктор филозофије Лондонског универзитета, професор Филозофског факултета у Београду, редован члан САНУ.

## Биографија
Рођен је 1891. године у Алексинцу. Гимназију је учио у Алексинцу, Нишу и Пироту. На Филозофском факултету у Београду студирао је филозофију код Бране Петронијевића. Дипломирао је 1919. године и био је први „чисти“ психолог по својим интересовањима и аспирацијама. Постдипломске студије завршио је у Лондону  (Kings College, 1923-1926). На Филозофском факултету у Београду ради у звању доцента од 1928., у звању ванредног професора од 1936., а за редовног професора изабран је 1951. године. Био је шеф Катедре за психологију и декан Филозофског факултета у Београду. Једини је психолог до сада који је био члан Српске академије наука и уметности и то као дописни члан одељења друштвених наука од 21.12.1961. и редовни од 28.5.1970. Преминуо је 1971. у Београду.

## Делатност
На постдипломским студијама у Лондону проучавао је методе и технике експерименталних испитивања психолошких проблема и пратио теоријске течајеве код најпознатијих британских психолога тог времена.Током ових студија урадио је и одбранио докторску дисертацију – експерименталну студију о менталним процесима укљученим у суђење (Experimental Study in Mental Processes Involved in Judgement, 1926.), коју је најистакнутији енглески психолог Спирман, иначе његов професор, оценио као једно од најпознатијих нових истраживања у области мишљења.
Тридесетих година, уз помоћ добровољних сарадника, направио је познату београдску ревизију Бине Симонове скале за мерење интелигенције. Заслужан је за утемељивање емпиријске научне психологије у Србији, формирање и развијање низа психолошких дисциплина на Одељењу за психологију као и примену психологије у индустрији, професионалној оријентацији, армији, а посебно у педагогији и васпитању.
Професор Стевановић се бавио проучавањем бројних научних проблема, али је своја интересовања усмерио углавном на две области истраживања: проблеме мишљења(посебно проучавање интелигенције) и проблеме учења( посебно трансфера).
Превео је са енглеског језика Обухватни речник психолошких и психоаналитичких појмова.

## Најзначајнији радови
- Развиће дечје интелигенције и београдска ревизија Бине – Симонове скале ( 1937.)
- Учење и памћење (1953.)
- Педагошка психологија (1956.)
- Експериментисање у области васпитања (1956.)
- У Зборнику Филозофског факултета, књигаVII-2, Београд 1964., који је посвећен њему, објављена је бибилиографија његових публикованих радова.[1]